# Schloss Montceaux

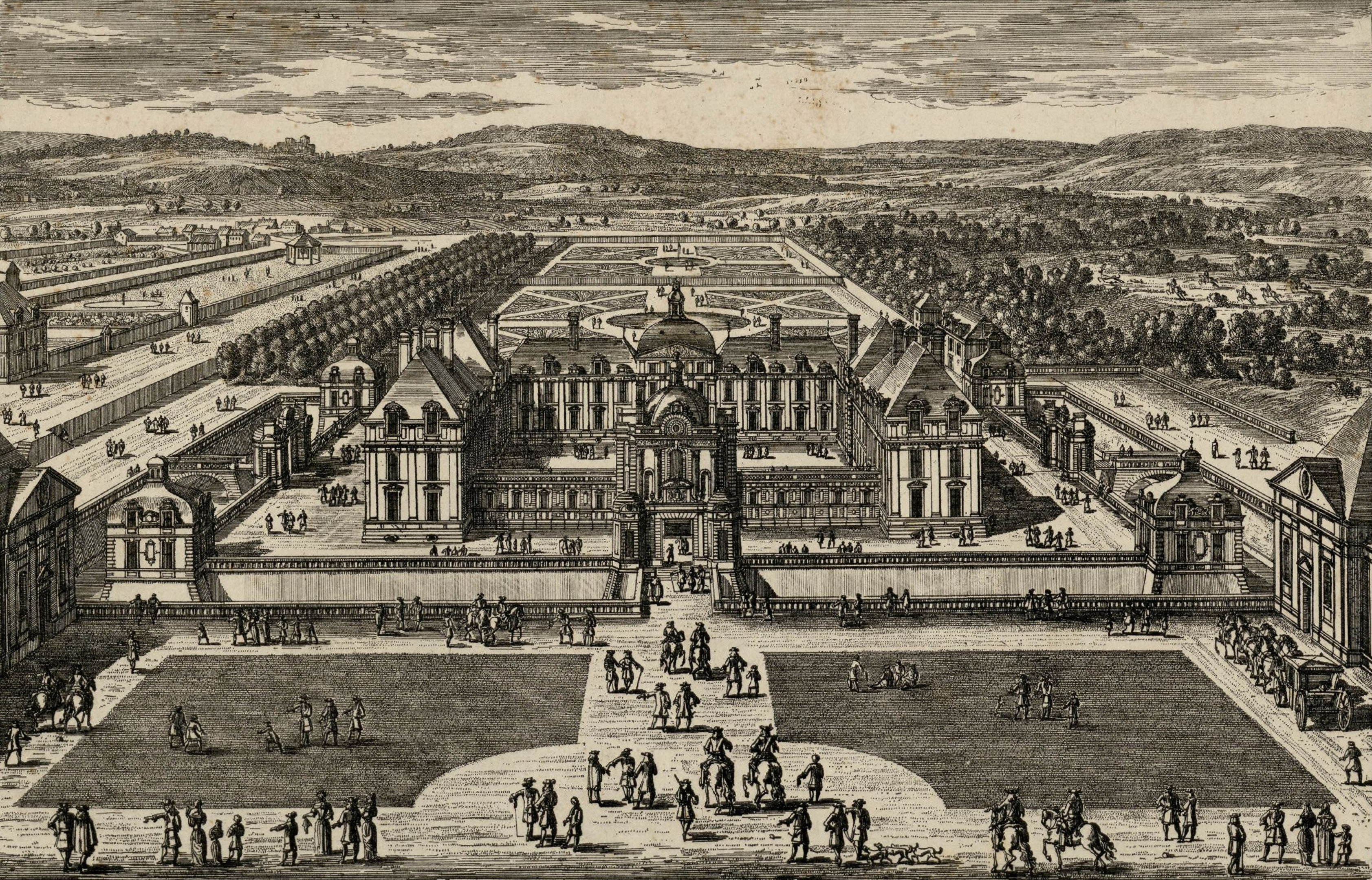
Das Schloss Montceaux im 17. Jahrhundert

Die Ruinen des Schlosses Montceaux, auch Château des Reines genannt, stehen in der Gemeinde Montceaux-lès-Meaux im Département Seine-et-Marne. Das Schloss wurde im 16. Jahrhundert von der französischen Königin und Königinmutter Caterina de’ Medici erworben, die es entsprechend ihren Bedürfnissen im Stil der Renaissance umbauen ließ. Sie beauftragte den Architekten Philibert Delorme mit den Arbeiten, Handwerker und Künstler wie Jacques I. Androuet du Cerceau, Francesco Primaticcio waren dort tätig. Salomon de Brosse arbeitete erst ab 1601 am Schloss, also nach dem Abschluss der wichtigsten Umbauten.
König Heinrich IV. erwarb das Anwesen und schenkte es seiner Mätresse Gabrielle d’Estrées, die dann ab 1594 den Titel einer Marquise de Monteceaux trug. Die nächste Besitzerin wurde anlässlich der Geburt Ludwigs XIII. Heinrichs Ehefrau Maria de’ Medici.
Während der Französischen Revolution wurde das Schloss zerstört. Heute stehen von den Gebäuden nur noch Ruinen, zum Beispiel eine Kapelle, die Bauten des Vorhofs, die als Bürgerhauser umgestaltet wurden, sowie der östliche Teil des Schlosses, der zum Bestandteil eines Bauernhofs wurde. Der „Parc du Château de Montceaux“ genannte Schlosspark blieb ebenfalls erhalten.